# SEED (건담 시리즈)
SEED(일본어: シード)는 TV 애니메이션 《기동전사 건담 SEED》 및 《기동전사 건담 SEED DESTINY》에 등장하는 가공의 개념·능력이다.

## 개요
작품의 제목이기도 한 단어이지만 관련 출판물에서 설명이 되어 있을 뿐이며, 작품 내에서는 단편적인 언급에 그치고 명시적으로 설명되지는 않는다. SEED가 발현됨으로써 전투 능력이 강해지는 묘사가 나와 일부 등장인물이 가지고 있는 능력으로 그려진다. 또한 감독인 후쿠다 미츠오는 잡지 인터뷰에서 "SEED는 화재 현장의 무시무시한 힘과 같은 것"이라고 발언하는 한편 다른 서적 인터뷰에서는 "작품 내에서의 의미나 구조를 이야기할 수 없다"고 전제한 후 "SEED는 종의 진화 과정에서 존재하는 돌연변이의 일종이며, 내추럴이나 코디네이터를 불문하고 발현하는 것"이라고 발언하고 있다.
설정을 담당한 모리타 시게루는 "극한 상황에 몰렸을 때 발현되는 화재 현장의 무시무시한 힘과 같은 것으로 내추럴이나 코디네이터를 불문하고 인간이 지니고 있는 힘, 젊은이의 미래의 이미지"라는 취지로 발언했다.

## 같이 보기
- 기동전사 건담 SEED
- 기동전사 건담 SEED DESTINY